# Lanceoppia lancearia
Lanceoppia lancearia är en kvalsterart som först beskrevs av Balogh och Sandór Mahunka 1975.  Lanceoppia lancearia ingår i släktet Lanceoppia och familjen Oppiidae. Inga underarter finns listade i Catalogue of Life.